# Koppay József Árpád
Báró drétomai Koppay Árpád József (Bécs, 1859. március 15.  – Bad Gastein, 1927. szeptember 2.) magyar állampolgár, de Ausztriában alkotó festőművész.

## Élete és művészete
Magyar állampolgárként Bécsben született, de családjával kisgyermek korában Budapestre költöztek, és itt végezte elemi iskolai tanulmányait. Tanárai korán felfigyeltek rajztehetségére, és Hans Makart neves bécsi festőművész figyelmébe ajánlották. Makartnál folytatott tanulmányai során ismerkedett meg a pasztell technikával. Hans Canon osztrák festő is a mestere volt. Bécsben, majd Münchenben alkotott.
Koppay József Árpád tehetsége és arisztokrata származása révén már fiatalon számos lehetőséget kapott európai uralkodók és családtagjaik portréinak megfestésére. Munkássága Németországhoz, Ausztriához illetve Angliához kötődik, de festett a madridi udvarban, Párizsban és az orosz cári udvarban, valamint az Egyesült Államokban is. Korának olyan jelentős személyiségeiről készített kitűnő olaj és pasztell képeket, mint Ferenc József, felesége, Sissy, Otto von Bismarck, Otto von Windischgrätz és felesége, Habsburg–Lotaringiai Erzsébet Mária főhercegnő, Ferenc Ferdinánd, I. Vilmos német császár, Mária Valéria, Stefánia főhercegnő és második férje, Lónyay Elemér, Alexandrovna cárné.
Az Egyesült Államokban nagy figyelmet szenteltek személyének a New York Times korabeli számai, Európa első számú portréfestőjeként említik. Portrét rendelt tőle Franklin D. Roosevelt elnök, valamint a Rothschild és Rockefeller család több tagja is, köztük Lionel Walter Rothschild.
Koppay sokoldalúságát jellemzi, hogy Petőfi-kötetekhez is készített illusztrációkat. Tetszetős pasztellképeit közölték a világ családi képeslapjai, néhány képe levelezőlapon is széles körben ismertté vált. Szecessziós és szimbolista stílusjegyeket hordozó képei sikert arattak a műkereskedők körében. 
Herzl Tivadarról 1899-ben Bécsben festett portréja az izraeli Kneszet épületében látható.
Magyarországon fellelhető képei közül legjelentősebbek a Pannonhalmi Bencés Főapátság gyűjteményében látható két egészalakos festmény, mely Lónyay Elemért és feleségét, Stefánia belga királyi hercegnőt ábrázolja, valamint a Bécsben készült Déri Frigyes portré, mely a debreceni Déri Múzeum falát díszíti. Festetics Mária grófnőnek, Erzsébet királyné udvarhölgyének megrendelésére a gödöllői kastélyban festett Sissy festménye a Magyar Nemzeti Múzeum tulajdona.

## Forrás
- budapestaukcio.hu – Koppay József Árpád